# Каспари, Роберт
Роберт Каспари (нем. Robert Caspary; 29 января 1818, Кёнигсберг, Пруссия, — 18 сентября 1887, поместье Илльво, район Флатов, Германия) — немецкий ботаник.
С 1848 Каспари читал в Бонне лекции по ботанике и зоологии, а с 1851 в Берлине лекции только по ботанике. В 1858 назначен профессором ботаники и директором ботанического сада в Кёнигсберге.
Из сочинений Каспари наиболее примечательны: «De nectariis» (1848); «Ueber Wärmeentwickelung in der Blüte der Victoria regia» (1855); «Die Hydrilleen (Anacharideae Endl.)» (1859); «De Abietinearum floris feminei structura morphologica» (1861); «Ueber die Zeiten des Auftretens der ersten Blüten in Königsberg» (1881).
Похоронен на кладбище в Кёнигсберге.